# ماركو باشا
ماركو باشا (الصربية السيريلية: Марко Баша، من مواليد 29 ديسمبر 1982)، وهو لاعب كرة قدم محترف متقاعد من الجبل الأسود لعب دور قلب دفاع.

## روابط خارجية
- ماركو باشا على موقع الاتحاد الدولي (مؤرشف)  (الإنجليزية)
- ماركو باشا على موقع الاتحاد الأوربي (الإنجليزية)
- ماركو باشا على موقع رابطة كرة القدم الفرنسية للمحترفين (الإنجليزية)
- ماركو باشا على موقع قاعدة بيانات كرة القدم.إي يو (الإنجليزية)
- ماركو باشا على موقع ليكيب (الفرنسية)
- ماركو باشا على موقع ناشيونال فوتبول تيمز (الإنجليزية)
- ماركو باشا على موقع Soccerway.com (الإنجليزية)
- ماركو باشا على موقع عالم كرة القدم.نت (الإنجليزية)
- ماركو باشا على موقع أوليمبيديا (الإنجليزية)
- ماركو باشا على موقع AS.com (الإسبانية)